# Caballo Martillo
El Caballo Martillo (también llamado caballo mazo o caballo Malet; del francés Cheval Mallet o Cheval Malet) es un caballo mítico y un ente malvado que se menciona en el folclore francés de Vendée·, y de Poitou, más generalmente en el país de Retz, cerca del lago Grand-Lieu. Se sabe que este animal aparece muy en la tarde, o en medio de la noche en forma de un magnífico caballo de color blanco o negro, debidamente ensillado y domado, y tienta al viajero exhausto por un largo viaje, para montar en su espalda. Varias leyendas muy similares circulan sobre los imprudentes que montan en esta montura. Nunca vuelven a menos que tengan el rescate del viaje, o un hechizo protector, como una medalla de San Benito. El caballo martillo se ve como un instrumento del diablo, incluso una forma de Satanás mismo. Tal vez proveniente del Sleipnir y de la Cacería salvaje, su leyenda es muy similar a la de otros caballos fabulosos como el Drapé o la Yegua blanca también de Francia.

## Etimología y terminología
Las formas de la expresión francesa para caballo martillo son "cheval Mallet" y "cheval Malet", estas se encuentran con un uso un poco vacilante entre el nombre propio y el nombre común. Sin embargo, el "cheval Mallet" (Caballo martillo) se menciona con más frecuencia como un individuo único en las leyendas, que lleva un nombre propio.
El nombre de "Mallet", y la corrupción "Merlet", se podría derivar del corriente que significa "tronco" o "maleta" en las viejas lenguas célticas de Europa. Tomando la palabra por las raíces bretonas, el lenguaje celta, encontramos a Marc'h Klet, el caballo cómodo (marc'h) (klet). Un caballo ensillado y con bridas. Y esta explica tanto la tentación del viaje, cómodo la segura pérdida del que cede al caballo. Oralmente, la "k" precedida por la "c'h" se vuelve muda, lo que da lugar a mar'let .
"Malet" también podría venir de Mallier, que significa "un caballo que lleva los troncos" en francés medio·.

## Descripción
El caballo martillo se presenta como un caballo magnífico, generalmente de color blanco, y más raramente negro (sería blanco como la niebla en la región de Vendée y negro en las zonas de Saintonge·). A veces se describe como un fantasma a caballo 10, siempre es malvado o esta maldecido, y aparece cuidadosamente ensillado y embridado, a veces por la noche, y por lo general en medio de la noche, frente a un viajero cansado por un largo viaje. Representa entonces una tentación para este viajero cansado. Si los soportes son montados por el viajero, su paseo termina en la mañana con su muerte, el viajero aparece tirado en el suelo, y por lo general murió al instante.··. Puede ser pisoteado hasta morir por su montura, arrojado a un precipicio o muerto en una fuente, o en cualquier tipo de punto de agua. huellas de calzado de "la forma extraña" se pueden encontrar al lado del cuerpo 16.
Según Claude Seignolle y Edward Brasey, los ojos del caballo Martillo emiten una luz que se enciende cuando galopa. Solo hay una forma de detener a este animal, "es tener en ti el rescate del viaje". Lanzar seis monedas marcadas con una cruz delante de él podría detenerlo, como hacer un signo de la cruz, y usar agua bendita o un centavo marcado.· Una medalla de San Benito (conocida como "Cruz de Magos") Sería la única protección efectiva que permite tomar el control durante la noche.
Este fantástico y malvado animal de leyendas "hizo que los nietos temblaran de miedo cuando las ancianas lo evocaban".·

## Apariciones y menciones
El caballo martillo esta especialmente presente en la antigua región francesa de Poitou, que incluía los departamentos actuales de Vienne, Vendée (donde era bien conocido) y Deux-Sèvres, y donde el pantano Poitevin, donde se menciona el caballo martillo. Muchas leyendas se refieren al lago Grand-Lieu como un lugar particularmente embrujado por el caballo. También sería conocido en el Canal, por la leyenda del monje de Saire. Las leyendas locales relacionadas con el caballo martillo lógicamente habrían estado presentes en el departamento de Deux-Sèvres, pero no queda supervivencia de esta leyenda.
El Glosario de Poitou, Saintonge y Aunis menciona en 1868 al Caballo martillo (Cheval Malet) como "un ser fantástico y maligno". Es blanco y de muy buena apariencia. Cuando ve a un viajero cansado, lo aborda con mucha dulzura, se deja acariciar; pero tan pronto como el viajero confiado lo ha montado, lo lleva al fondo de un lago donde lo ahoga. Sin embargo, si el desafortunado escudero ha tomado agua bendita al despertar, o si tiene en la mente, el hacer una señal de la cruz, se le deja para darle un baño frío. Así que el Caballo martillo, resultando que no es otra cosa que un hombre lobo. huido empujando en un terrible relincho que suena en las profundidades del bosque."

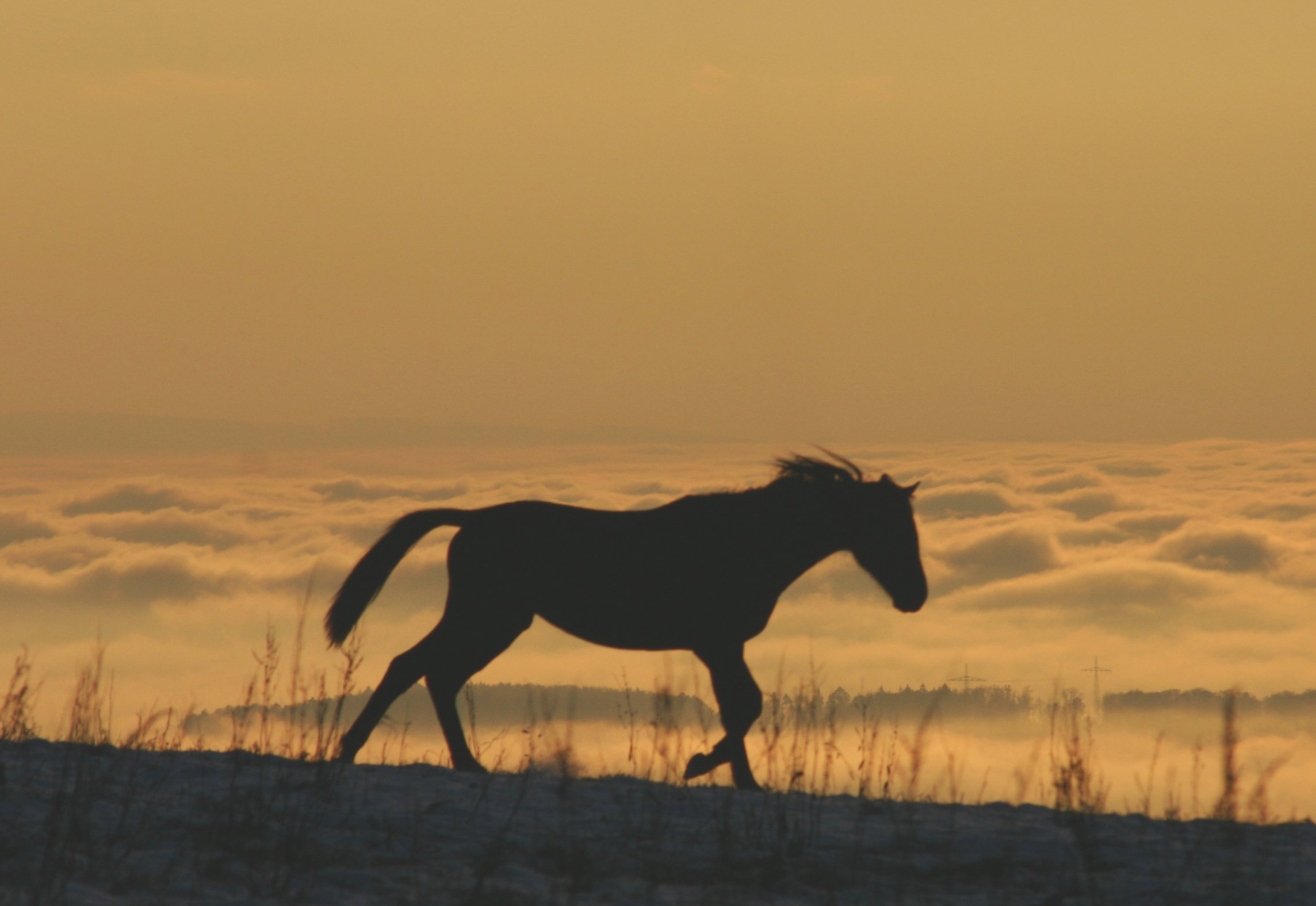
Según Claude Seignolle, el caballo martillo aparece en la noche, en la forma de un hermoso caballo negro ensillado y domado.

Claude Seignolle consigna al Caballo martillo de la leyenda Poitevin en sus cuentos, historias y leyendas del país de Francia en el medio del siglo XX. Describió al animal como "un magnífico y brillante corredor de pelo negro que, en las noches oscuras, cubierto con un espléndido arnés, recorría los caminos huecos del suelo de Poitevin". Cuando este animal se encuentra con un viajero aislado, se inclina hacia él y es suave y acariciador, para tratar con este último viajero, generalmente cansado, para montar en la silla de montar. Cuando el viajero está en la parte posterior del animal, "aplaudiendo el fácil regreso, teniendo en su mente encantado la visión de su familia reunida esperándolo" comienza a galopar "como un huracán desatado" a una velocidad inimaginable, de modo que sus pies ya no tocarían la tierra. Claude Seignolle también afirma que "sus fosas nasales vomitan humo" y que "sus ojos iluminan el horizonte" . Ningún obstáculo puede detener al Caballo martillo, cruzaría los ríos fácilmente y sería tan rápido que su paso produciría una tormenta que "inclina el suelo y a los árboles gigantes para que la tormenta no perturbe su solemne inmovilidad" . El ciclista que quiere detenerlo permanece impotente y ve que "las ciudades y pueblos se desplazan tan rápido como en un sueño  "tanto así que viajaría por todo el universo de esta manera durante la noche, sin que su caballo se cansara. Cuando se acerca la mañana, el caballo se deshace de su jinete y lo tira al suelo donde le rompe los riñones y el cuello.
Claude Seignolle cita la moraleja de la leyenda como tal: "No viaje en un caballo desconocido. Tenga siempre en su bolsillo el rescate del viaje".
Varias obras evocan rápidamente el Caballo martillo como un legendario caballo negro de Poitou y Charentes, con los ojos brillando como dos carbones, que camina aprovechado la noche,· a veces sólo durante las noches sin luna.

### Alrededor del lago Grand-Lieu

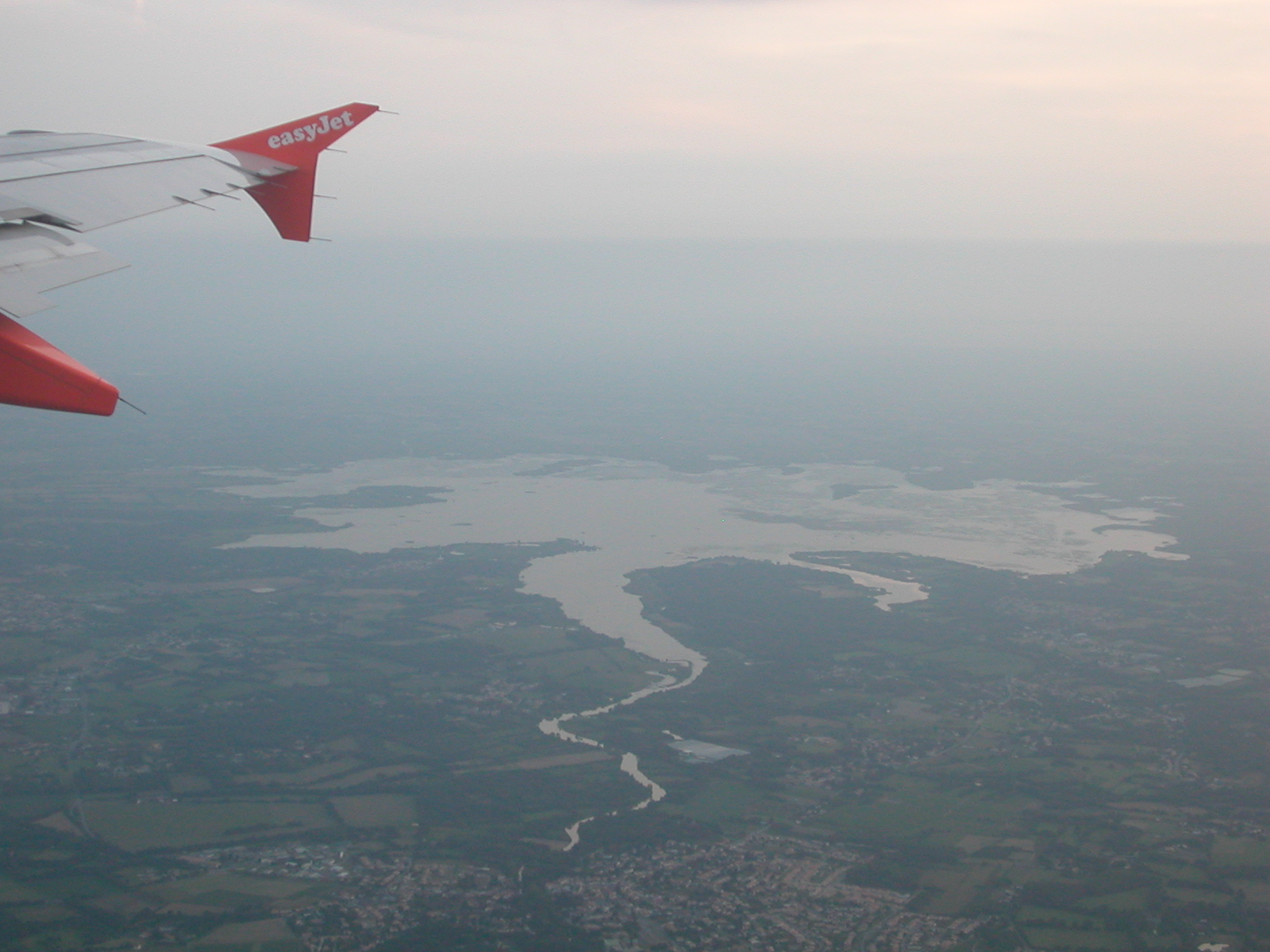
Vista aérea del lago Grand-Lieu, alrededor del cual se suponía que caminaba el caballo martillo

La leyenda conoce algunas variantes locales y parece extenderse a toda la región del lago Grand-Lieu, alrededor de la cual se suponía que el caballo debía caminar, en todo el país de Retz, donde este caballo blanco que parece normal se encuentra al azar de la carretera, generalmente por campesinos y viajeros que regresan de una larga vigilia, y los prueban proponiéndoles que se monten en la silla de montar, o los obligan allí. Cuando están sobre su espalda, el caballo martillo va en una carrera loca, "rápido como un rayo, no es detenido ni por los océanos ni por los continentes". El paseo siempre termina con la muerte del jinete.·
Los pantanos que rodean el lago Grand-Lieu tenían la reputación de proporcionar excelentes caballos para la agricultura y el ejército, y para ser frecuentados a menudo por la noche por las damas blancas que sostenían velas de cera de las que caían gotas. en la parte delantera y la crin, que pintaron y luego trenzaron muy limpiamente. A veces, incluso entraron en los establos para realizar la misma tarea.

### En Saint-Benoist-sur-Mer

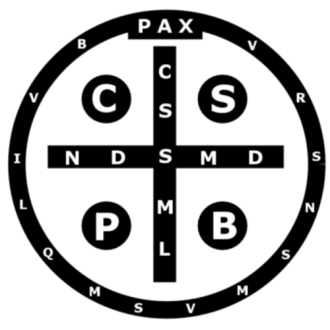
La cruz de San Benito o "cruz de los brujos", como aparece en una de las caras de las medallas de San Benito, es una de las únicas protecciones confiables contra el caballo martillo.

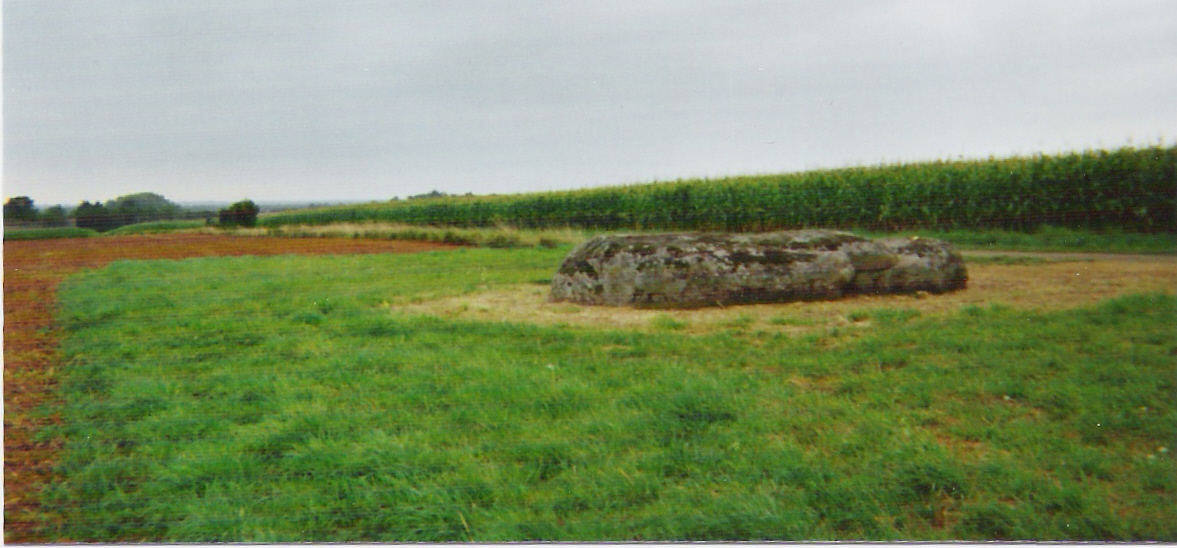
El "disco de Gargantua", en las afueras de Saint-Benoist-sur-Mer, donde los habitantes solían venir a frotar el trébol para protegerse de peligros como el caballo martillo.

En Saint-Benoist-sur-Mer, en el sur de Vendée, cuando cayó la noche en el pueblo, apareció un extraordinario caballo de pelaje blanco y reluciente, ensillado y frenado, para tentar a los viajeros nocturnos. Quien lo montó fue llevado inmediatamente al reino de los muertos. La única forma de protegerse era llevar una medalla de San Benito alrededor de su cuello, que también se llamaba la "Cruz de los Hechiceros" . requerido]  "y se consideró eficaz contra brujas y demonios, especialmente contra el caballo martillo desde permitió que algunos astucia para dominar la bestia durante la noche, las letras (V. R. S. N. S. M. V. S. V. Q. L. I. V. B) que aparecen alrededor de la moneda y protegen contra los peligros, significan:
```
" Vade retro, satana ; No suadeas mihi vana; 
```

Sunt vana quae libas; ipse venena bibas »
- Grabado por Benjamin Fillon
Paul Sébillot describe el hábito de los habitantes de Saint-Benoist-sur-Mer, que venían todos los años en peregrinación, la primavera, a frotar un puñado de tréboles en una piedra situada fuera de la aldea, llamada "Puck de Gargantua", para protegerse contra varios peligros como Caballo martillo. Esta es una mesa de granito que una vez fue un dolmen y, según la leyenda, el gigante Gargantua se divirtió con él.
En 1862, una colección de leyendas de Vendée menciona la desventura de un cabaret y un corredor nocturno que se encontraron con un palfroi muy amigable en Saint-Benoist-sur-Mer una noche. El animal dobló las rodillas para permitir que su jinete estuviera bien en la silla de montar, pero tan pronto como había tomado las riendas, se sintió arrastrado a una velocidad vertiginosa, a través de la ciénaga, las llanuras, Colinas, matorrales y arroyos. "Veinte veces el mensajero intentó desmontar a su jinete, y veinte veces se resistió a los esfuerzos de su indomable adversario; El caballo se vio obligado a regresar, al lugar donde lo había llevado, al aldeano que corría, es cierto, que con sudor, polvo y sangre, pero finalmente es quien se mantuvo victorioso. Debía su salvación a la medalla de San Benito que llevaba alrededor de su cuello".
Una colección de cuentos repite la misma historia en 1978, pero menciona que uno nunca vuelve a ver al jinete, también cita la expresión "Caballo martillo real" que designaría a una persona intrépida y ardiente en la región.
En el mismo pueblo, un hombre que se cruzó con un Caballo martillo, logró montar el animal para llevarlo a París haciendo un gran signo de la cruz y sosteniendo la medalla de San Benito que llevaba, con el siguiente encantamiento:
```
"Caballo martillo, en nombre de San Benito, ahora me obedecerás. Hace mucho tiempo, cuando te vi ir a París, me llevaste allí y luego me llevaste de vuelta con una dama burguesa".
```

- Consignado por Henri Dontenville

### En Saint-Philbert-du-Pont-Charrault
Claude Seignolle también menciona a un hombre de Saint-Philbert-du-Pont-Charrault, que hizo un "viaje incomparable" en la espalda de un Caballo martillo y se encontró en París al amanecer, sin ningún problema gracias al centavo que lo llevaba y solía pagar el viaje. Luego pasó tres días en la capital, que contó entre los más felices de su vida.·

### En la Viena
Claude Seignolle informa en Los Evangelios del diablo que se encontró con una campesina cerca de Chauvigny, y que le habló de un "Caballo martillo" blanco que se encontraba en el bosque, apoyado contra un árbol. Si cualquier piloto, se lanzó a la Viena a galope, y se ahogó a su víctima.

### En la Cacería salvaje
Según una canción de la Cacería salvaje grabada por Benjamin Fillon en Poitou y Vendée, el caballo martillo formó parte de la procesión que acompañaba a la Cacería salvaje (en francés Gallery o Guillery), quien dirigió una fantástica cacería que también incluía al garache, el aloubi, el grolle, la bruja, el duende, la brizna, la polecata, el lobo y un "  fantasma vestido de blanco". Cualquier hombre en estado de pecado. El mortal que estaba cruzando esta cacería fue arrojado al caballo martillo y su alma fue arrastrada al infierno. Su cuerpo fue encontrado generalmente en la mañana temprano en un camino hundido o en el medio de los páramos, nos encontramos con el mismo tipo de leyenda que la balada del Burger alemán o "Cazador salvaje", donde todo desaparece al amanecer. Es una tradición vendeana en el que la leyenda dice:
```
"Durante el invierno, en la historia de Guillery, a la medianoche, el aire resuena repentinamente con ruidos lejanos que se acercan gradualmente a la tierra, y luego un cazador desconocido, seguido de La inmensa multitud de oscuros habitantes en la noche, persigue a través de los bosques, pantanos y planicies nevadas, monstruos fantásticos o enemigos invisibles, ¡ay de aquel que está en el camino del fantasma: es atrapado al pasar, montado en el caballo martillo y obligado a mezclarse con la procesión! Nada detiene esta carrera desordenada; pero cuando llegue el día, el diablo saca a su presa, y todo lo que se encuentra en la esquina de un cruce, es un cadáver desfigurado objeto de repulsión y terror, destinado a convertirse en el alimento de los lobos."
[
17
]
```

## Origen y simbolismo

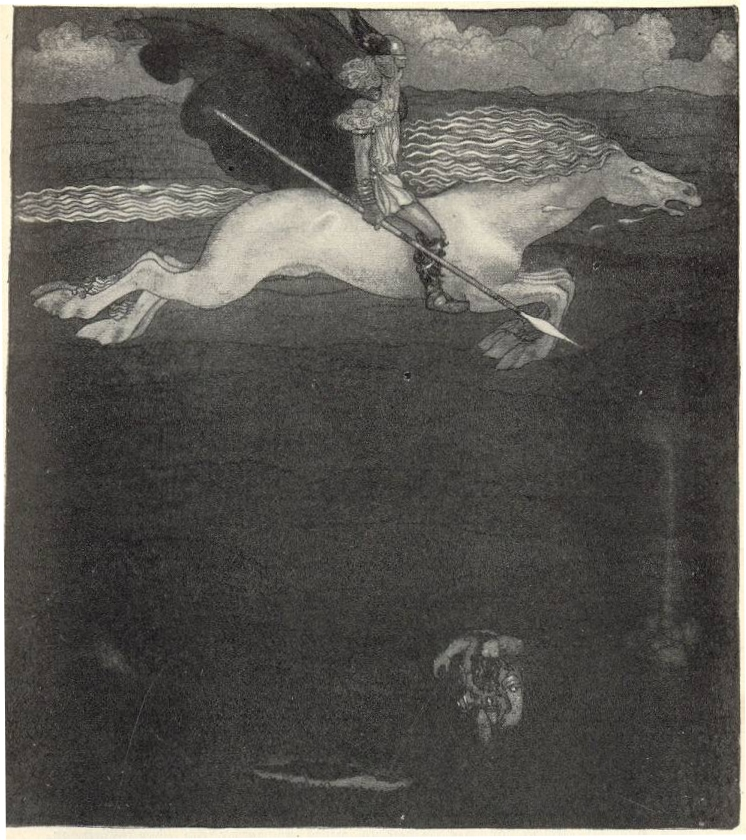
Sleipnir, el caballo de ocho patas de Odin, podría ser el origen de la leyenda del caballo martillo.

Los orígenes del caballo martillo permanecen poco claros y "perdidos en la niebla del tiempo", pero está claramente comparado con un instrumento de Satanás,· y una forma del mismo Diablo,· un condenado, o un alma en dolor. En su trabajo sobre las estructuras antropológicas del imaginario, Gilbert Durand dice que el galope del caballo es isomorfo al rugido del León y el rugido del trueno. Este es un sonido aterrador, como se destaca en la leyenda del caballo martillo y el caballo Gauvin. En una recopilación de cuentos de Jean-François Bladé, Pierre Lafforgue menciona en la introducción que un caballo con tres o más jinetes en su espalda que miente es un caballo martillo, una forma del diablo que solo se puede combatir con un signo de cruz y negándose a montarlo. Esta espalda alargada, que se encuentra en muchos otros caballos de hadas sería, según Henri Dontenville, una característica serpentina, o al menos reptiliana. De hecho, "solo hay que mirar a una serpiente o más simplemente a una lombriz de tierra para entender de dónde proviene este mito".
Según una colección de 1862, el caballo martillo a veces se presenta al viajero al no tener "cola ni cabeza", lo que no le impide galopar cuando siente que este último está montado sobre su espalda, se une aquí. el caballo que lleva a Guillaneu al Año Nuevo, así lo creen los habitantes de Saint-Benoist-sur-Mer.

### Origen
Según un estudio sobre el paganismo indoeuropeo realizado por Jérémie Benoît, el caballo psicopompo "demoníaco" de ocho patas, Sleipnir, la montura del dios Odín en la mitología nórdica, podría ser el origen de varias creencias sobre otros caballos malvados y psicópatas, entre otras cosas el caballo martillo y el monte de la Guillaneu, o la Mara, las pesadillas en personificación que a veces se materializan en forma de una yegua de noche que plagan las traviesas. Señala que a pesar de un estudio anterior de Arnold Van Gennep quien negó cualquier vínculo entre el caballo martillo y el año, esta sin duda relacionado con la caza silvestre y el solsticio de invierno, un tema que fue demonizado bajo la influencia del cristianismo.

### Relación con los elfos
Según un estudio de los elfos en la Edad Media, el "caballo martillo" sería la forma metamorfoseada de un duende, y habría vínculos muy estrechos entre los duendes y los caballos porque, en las canciones gestuales como en el folklore más moderno, cuando las pequeñas personas adoptan una forma animal suele ser la de un caballo. Otro estudio, esta vez dedicado al Niño cambiado, hace el mismo comentario: "en el borde del agua, las siluetas del duende y el caballo tienden a confundirse". Esto también es sugerido por el Elficólogo Pierre Dubois, cuando cita el "caballo martillo" en su enciclopedia de hadas, entre una larga lista de "caballos de hadas", la mayoría de los cuales terminan ahogando a sus jinetes, y dice que "estos animales se derivan del Pegaso y el Unicornio, y eso porque se convirtieron en entes feroces que los hombres no han logrado domesticar el".

### Relación con el agua
El tema del caballo martillo también recuerda al de kappa, un demonio japonés que entrenaba caballos en el agua. El autor japonés Yanagida ve una transformación ritual del caballo en el elemento líquido, y señala que desde el Neolítico, los espíritus del agua están relacionados con los équidos. El Diccionario de símbolos francés también enumera una gran cantidad de "caballos dañinos, cómplices de aguas en remolinos".

### Importancia del color
El color blanco "lunar" del caballo martillo es del caballo maldito. Varias obras, como el Diccionario de símbolos francés, se adhieren a este color de caballos "blancos y pálidos", cuyo significado es el opuesto a los caballos blancos de Urano (como Pegaso). Son animales con blancura "nocturna, lunar, fría y vacía", como un sudario o un fantasma, evocan el luto, como el monte blanco de uno de los cuatro jinetes del Apocalipsis anuncia la muerte. Esta es una inversión del simbolismo habitual al color blanco, una "Apariencia engañosa" y "confusión de género". Un estudio realizado en 1995 también lo ve como un caballo de arquetipo de muerte.
En Inglaterra y Alemania, un blanco puro caballo, es de mal agüero y presagia la muerte.